# Mozgási parallaxis
Focimeccsen vagy bármilyen más sportesemény figyelése közben találkozhatunk a legtöbbször ezzel a jelenséggel, amikor is a sok versenyző közül a közelebbi után kell gyorsabban elfordítani a fejünket, ha követni akarjuk mozgását, míg ha a pálya távolabbi részét figyeljük, nem kell túl sok fejmozgást használnunk. Ugyanezt tapasztalhatjuk a vonaton utazás közben is: a közeli tárgyak, mint a villanyoszlopok vagy a sín melletti fák csak úgy elsuhannak előttünk, míg a távolban lévő házakat vagy dombokat már tisztán, hosszabb ideig figyelhetjük meg. Ezekért a jelenségekért már retinális eltérések a felelősek. Ezek az érzékelt elmozdulások a retinaképen térileg azonos helyeken, viszont más-más irányban mennek végbe az eltérő fixációs távolságok miatt. Tehát a mozgás sebessége helyett a látvány szögsebességét érzékeljük, azaz az adott észlelt tárgynak a látóterünkön való áthaladási sebességét. Tehát ugyanazzal a sebességgel mozgó tárgyak közül a közelebbi hamarabb átér a látóterünkön, nagyobb szögsebessége miatt, ezért a gyorsabban haladó tárgyat tekintjük közelebbinek, a lassabbat távolabbinak.